# 시간과 운명의 신
시간과 운명의 신은 다신론적 종교에서, 종종 인간의 수명과 인간의 운명의 의미, 시간의 의인화이다. 일신교에서도, 시간은 유럽의 민속에서의 시간 아버지나 페르시아 (조로아스터교) 전통에서의 주르반처럼, 의인화 될 수 있다. 히브리어 성경의 전도서에서, עדן `iddan "시간" 대 זמן zĕman "계절" 용어는 그리스어 크로노스 대 카이로스와 유사한 명암을 표현한다.

## 고대 근동

### 고대 이집트 종교
Hemsut ·  Huh

### 고대 메소포타미아 종교
Ashima · 이슈타르 ·  Mamitu ·  Mammetun · Manah ·  Manu the Great ·  메네스

## 고전 고대

### 고대 그리스 종교
운명: 모이라이 — 아트로포스 ·  클로토 ·  라케시스
아난케 ·  게라스 ·  호라이 ·  카이로스 ·  크로노스 ·  티케 ·  모로스

### 고대 로마 종교
운명: 파르카이 — 데키마 ·  모르타 ·  노나
카메나이: 안테보르타/포르리마 ·  카르멘타 ·  에게리아 ·  포스트베르타
아에테르니타스 ·  안나 페렌나 ·  카이로스 ·  크로노스 ·  포르투나 ·  베르툼누스

## 유럽

### 노르웨이
- 노른 (울드 ·  베르단디 ·  스쿨드)

낮: (Dagr ·  스킨팍시) ·  밤: (Nótt ·  흐림팍시) ·  계절: (Sumarr and Vetr) ·  노령: Elli

### 켈트 신화

#### 에트루리아
- Nortia ·  Tinia

### 발트

#### 라트비아,리투아니아
- 아우슈리네 (Aušrinė, Aušra) - 여명의 여신
- 베제레아 (Bezelea) - 리투아니아의 저녁의 여신
- 브렉슈타[1] (Brėkšta) - 리투아니아의 황혼의 여신
- 달리아 (Dalia) - 운명과 방직의 여신
- 데크라 (Dekla) - 라트비아의 운명의 여신
- 제거티 (Gegute) - 리투아니아의 시간의 여신
- 크루오니스 (Kruonis) - 리투아니아의 시간의 여신
- 라이마 (Laima) - 리투아니아의 운명과 임신, 출산의 여신
- 프라코리마스 (Prakorimas) - 프라암지스와 비슷한 리투아니아의 최고 신 중 한 명. 프라암지스와 비슷하나 정확한 역할이 무엇인지는 알려져있지 않다.
- 프라암지우스[2] (Praamžius) - 모든 생명의 운명, 세계 및 다른 신을 결정하는 리투아니아 최고 신. 그는 또한 어머니 여신 라다 (Lada)의 남편이다.
- 벨리오나 (Veliuona) - 리투아니아의 죽음, 내세 및 영원의 여신
- 베르페야 (Verpėja) - 리투아니아의 삶의 실을 엮어주는 여신

### 슬라브 신화

#### 폴란드
- Sudz

### 루마니아
- 운명: Ursitoare

### 기타 유럽
- Matres and Matrones ·  시간 아버지 ·  Beten

## 아시아

### 한국
- 월하노인 - 월로 (월노)라고도 한다.
- 바리데기
- 감은장아기 - 길흉화복과 행운의 신, 제주도 신화
- 삼신 할머니
- 오늘이

### 발리
- 바타라 칼라 (Batara Kala)

### 불교
- 대흑천

### 힌두교
- 가랍

### 필리핀
- Kan-Laon

### 조로아스터교
- 주르반

## 아프리카

### 이그보
- Ikenga

### 누비아
- Dedun

### 요루바
- Olorun, Ori

## 같이 보기
- 신 목록
- 시간
- 시간 주기
- 시간의 바퀴